# Фолклорни ансамбл Севдах

Фолклорни ансамбл Севдах је основан 1965. године као Културно уметничко друштво „Севдах” у Врању и од тада непрекидно ради. До 6. септембра 2005. године радило је под називом КУД „Севдах“ када је добило статус Градског културно уметничког друштва, а од 5. марта 2018. године друштво је пререгистровано у Фолклорни ансамбл „Севдах”.
Председник и уметнички руководилац ансамбла је Владимир Јанковић, а заменик уметничког руководиоца је Тања Нухијевић.

## Активности ансамбла
Фолклорни ансамбл „Севдах” је препознатљив, најпре, по играма из Врања, али у свом репертоару негује и игре и обичаје из целе наше земље. Ансамбл „Севдах“ има дечји ансамбл, омладински ансамбл и групу рекреативаца и ветерана.
У својој дугој и богатој историји „Севдах” је наступао широм бивше СФРЈ, Србије и готово у свим земљама Европе. Од 2005. године ансамбл је остварио више од 720 наступа и више хуманитарних концерата у Пчињском округу, као и преко 200 наступа у Републици Србији. Истичу се наступи ансамбла и широм Европе и остварена сарадња са више од 60 фолклорних ансамбла у земљи и иностранству.
Као резултат ове сарадње у Врању се традиционално одржава сваке године Међународни фестивал фолклора под покровитељством града Врања, на коме су до сада учествовали ансамбли из Грчке, Бугарске, Пољске, Македоније, Италије, Француске, Турске, Румуније и Руске Федерације.

## Награде и признања
За више од пола века рада и постојања „Севдах” је добио више десетина домаћих и иностраних награда, диплома, признања и захвалница.
Посебно се издваја освојено 2. место на Светском такмичењу у Пољској (Бидгошћ) 2009. године од укупно 18 земаља учесница, као и специјална награда Маршала Мазурске регије. По оцени жирија и оцени публике на 17. Сабору културног стваралаштва Србије одржаног у Косовској Митровици, 2011. године, „Севдах“ је освојио 1. место. У септембру месецу 2018. године на 11. Међународном фестивалу фолклора у граду Крајова у Румунији, ансамбл је у конкуренцији од 25 ансамбла освојио 2 прва места и то прво место у женској играчкој категорији и прво место за комплетан играчки ансамбл.
Од признања се издваја „Седмосептембарско Јавно признање” града Врања 2009. године, захвалница Привредне Регионалне коморе Лесковац 2010. године, а за Дан  државности 2014. године добили су признање града Врања за изузетан допринос у очувању и афирмацији музичке културне баштине и традиције Врања и југа Србије. Последње признање на које су веома поносни је „Јавно признање 31. јануар“  за Дан града 2016. године, за изузетан допринос у очувању и неговању традиције и афирмацији културних вредности града Врања.